# Strimmig eldrygg
Strimmig eldrygg (Lophura rufa) är en fågel i familjen fasanfåglar inom ordningen hönsfåglar.

## Utbredning och systematik
Fågeln återfinns i Sydostasien på Malackahalvön och Sumatra. Tidigare kategoriserades den som underart till Lophura ignita men urskiljs allt oftare som egen art.

## Status
IUCN kategoriserar den som sårbar.